# Copycat
«Copycat» — песня американской певицы Билли Айлиш с её дебютного мини-альбома Don’t Smile at Me (2017). Четвёртый сингл с мини-альбома, выпущенный 14 июля 2017 года. Ремикс песни от Sofi Tukker был официально выпущен 11 января 2018 года.

## Предыстория и релиз
В интервью Genius Айлиш упомянула, что она написала песню вместе со своим братом о девушке, которая копирует всё, что она делает. Она сказала  
 «Я пишу в основном с братом. Эта песня, мы были просто в его комнате, и я подумала: «Йоу! Там есть эта чертова девушка, и она продолжает делать всё, что делаю я. И я хочу написать об этом». Потому что это было у меня в голове. Много»

## Чарты
| Чарт (2019–2020)                               | Высшая позиция |
| ---------------------------------------------- | -------------- |
| Канада (Billboard Canadian Hot 100)            | 100            |
| США (Billboard Bubbling Under Hot 100)         | 12             |
| США Alternative Digital Song Sales (Billboard) | 17             |

## Сертификации
| Регион | Сертификация  | Продажи   |
| --- | ------------- | --------- |
| Австралия (ARIA) | Платиновый    | 70 000    |
| Канада (Music Canada) | Платиновый    | 80 000    |
| Мексика (AMPROFON) | 2× Платиновый | 120 000   |
| Великобритания (BPI) | Золотой       | 400 000   |
| США (RIAA) | Платиновый    | 1 000 000 |
| * Данные о продажах приведены только на основе сертификации. · Данные о продажах + прослушиваниях приведены только на основе сертификации. |               |           |